# ام‌اس استنا اروپا
ام‌اس استنا اروپا (به انگلیسی: MS Stena Europe) یک کشتی است که طول آن ۱۴۹٫۰۵ متر (۴۸۹ فوت ۰ اینچ) می‌باشد.